# Rajko Schinsifow

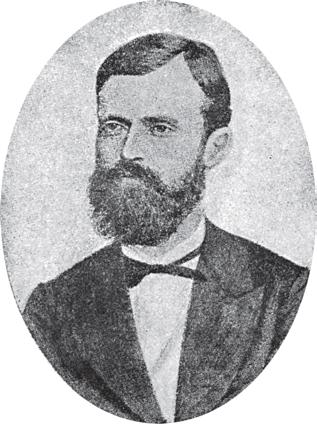
Rajko Schinsifow

Rajko Iwanow Schinsifow (bulgarisch Райко Иванов Жинзифов Rajko Ivanov Žinzifov) geboren als Ksenofont Dzindzifi (bulgarisch Ксенофонт Дзиндзифи; * 15. Februar 1839 in Veles; † 15. Februar 1877 in Moskau) war ein bulgarischer Schriftsteller und Publizist während der Bulgarischen Wiedergeburt.

## Leben

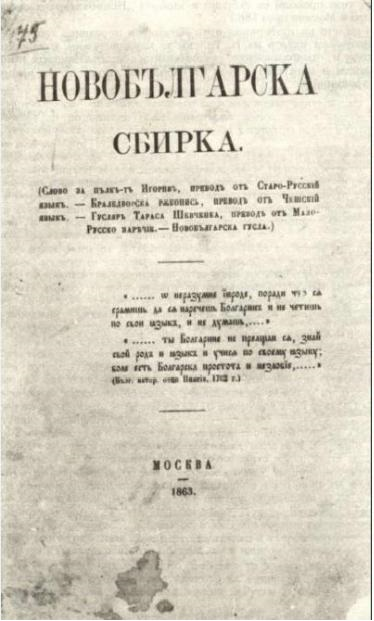
Titelblatt der von Schinsifow 1863 herausgegebenen Neubulgarische Sammlung

Schinsifow wurde 1839 in der makedonischen Stadt Veles im Osmanischen Reich geboren. Er besuchte zunächst die griechische Schule in Prilep, wo sein Vater Joan, ein progriechischer Phanariot, Lehrer war. Zusätzlich erlernte er Bulgarisch bei Nikola Tondschorow, der zwischen 1850 und 1852 Lehrer in der bulgarischen Schule in Veles war.
1856 wurde Schinsifow an der bulgarischen Schule in Prilep Hilfslehrer von Dimitar Miladinow, der einen großen Einfluss auf ihn hatte. Mit Miladinows Hilfe konnte Schinsifow seine Ausbildung im russischen Kaiserreich fortführen. Schinsifow besuchte zunächst das Cherson-Gymnasium in Odessa und studierte von 1860 bis 1864 an der historisch-philologischen Fakultät der Universität Moskau. In Moskau verkehrte er im Kreis der jungen bulgarischen Emigration und war mit Aufklärern und Schriftstellern wie Ljuben Karawelow, Nescho Bojtschew, Konstantin Miladinow (dem Bruder von Dimitar Miladinow), Wassil Popowitsch und weiteren eng befreundet. Noch während des Studiums veröffentlichte er zwischen 1860 und 1862 die Zeitschrift Brüderliche Arbeit (bulg. Братски труд/Bratski trud), sowie 1863 die Neubulgarische Sammlung (aus dem Bulg. Новобългарска сбирка), eine Gedichtsammlung mit eigenen und ins Bulgarische übersetzten Gedichten. In der Zeitschrift publizierte er in der 4. Ausgabe 1862 die Gedichte Ein Guslar in der Kathedrale (aus dem Bulg. Гусляр в собор), Ohrid, Beschwerde (aus dem Bulg. Жалба). Er übersetzte das Igorlied, Václav Hankas Königinhofer Handschrift und mehrere Werke von Taras Schewtschenko ins Bulgarische.
Nach Abschluss der Universität kehrte Schinsifow ins Osmanische Reich zurück und wurde für zwei Jahre Lehrer an der 1856 eröffneten bulgarischen Schule in Bitola. Nachdem die Schule im Zuge des Bulgarisch-griechischen Kirchenkampfes auf Drängen des örtlichen ökumenischen Bischofs geschlossen worden war, ging Schinsifow jedoch zurück nach Russland.
Rajko Schinsifow lebte daraufhin bis zu seinem Tod in Moskau und wurde russischer Staatsbürger. Dort entwickelte er eine große journalistische Tätigkeit in der russischen Periodika, um die russische Öffentlichkeit mit der schwierigen Situation des bulgarischen Volkes vertraut zu machen. Er veröffentlichte regelmäßig historiographische und literaturkritische Artikel, Gedichte, bulgarische Volkslieder und arbeitete als Korrespondent für die bulgarischen Zeitungen Donau-Morgen (aus dem Bulg. Дунавска зора), Makedonija, Freiheit (bulg. Свобода), Bulgarische Biene (bulg. Българска пчела), Jahrhundert (bulg. Век), Zeit (bulg. Време) sowie die Zeitschriften Tschitalischte (bulg. Читалище), Periodische Zeitschrift der Bulgarischen Literarischen Gemeinschaft in Brăila und weitere. In der Ausgabe 21–22 von Donau-Morgen veröffentlichte Schinsifow 1868 das Gedicht An die bulgarische Mutter (aus dem Bulg. До българската майка).
Der Kampf mit den progriechischen Phanarioten für eine unabhängige Bulgarische Kirche sowie bulgarische Unabhängigkeit, seine bulgarische Heimat, die bulgarische Literatur und die slawische Einheit sind als zentrale Themen in seinen Werken vertreten. Seine Poesie drückt Nostalgie, Sympathie für die Notlage der Menschen und das Bewusstsein unerfüllter Pflicht aus. Viele Merkmale seiner poetischen Arbeit definieren ihn als romantischen Dichter. Er starb 1877.
Seit 2010 ist der Rajko-Nunatak im Süden der Trinity-Halbinsel, auf der Antarktischen Halbinsel nach ihm benannt.

## Werke (Auswahl)
- Neubulgarische Sammlung, Gedichte, 1863
- Das blutige Hemd, Poem, 1870